# Gottlob von Richthofen
Gottlob Heinrich Oswald Freiherr von Richthofen (* 19. April 1777 in Berlin; † 20. Dezember 1847 ebenda) war ein preußischer Generalmajor und Inspekteur der 1. Pionier-Inspektion.

## Leben

### Herkunft
Gottlob war der Sohn des Berliner Kriegs- und Domänenrates Friedrich von Richthofen (1741–1777) und dessen Ehefrau Emilie Charlotte, geborene le Chenevix de Beville (1737–1820), eine Schwester des Generals Gottlieb Ludwig von Beville.

### Militärkarriere
Richthofen besuchte zunächst Kadettenhaus in Berlin und wurde Mitte 14. Januar 1793 als Gefreitenkorporal im Mineurkorps der Festung Neiße angestellt. Am 31. Dezember 1795 kam er dann als Sekondeleutnant in das Mineurkorps der Festung Graudenz. Im Vierten Koalitionskrieg nahm Richthofen an der Verteidigung der Festung teil und erhielt dafür eine Belobigung.
Nach dem Frieden von Tilsit kam er nach Berlin, wo Scharnhorst ihn am 6. August 1807 als Mitglied in die Kommission zur Neuformation für die Pioniere aufnahm. Am 8. Dezember 1809 erhielt er eine Anerkennung für die Vervollständigung des Mineurwesens in Graudenz. Am 12. Februar 1810 wurde er dann auch in das Ingenieurkorps versetzt und war vom 7. Oktober 1811 bis zum 23. März 1812 als Lehrer für Fortifikation in der Kriegsschule in Breslau tätig. Anschließend wurde Richthofen als Premierleutnant zum Ingenieuroffizier vom Platz in Spandau mit einer Zulage von 30 Talern ernannt. Am 4. August 1812 wurde er unter Beibehaltung seiner Zulage mit der Führung der Brandenburgischen Pionierkompanie beauftragt und in dieser Stellung am 9. März 1813 zum Stabskapitän befördert.
Während der Befreiungskriege erwarb er sich bei der Belagerung von Stettin das Eiserne Kreuz II. Klasse, danach war er bei der Belagerung von Altdamm. Im Jahr 1814 wurde er Ingenieuroffizier der Festung Stettin, im Jahr darauf in gleicher Eigenschaft in die Festung Luxemburg versetzt sowie am 12. April 1815 zum Kapitän befördert.
Nach dem Krieg kam Richthofen am 20. April 1816 als Major in die 3. Ingenieurbrigade und wurde Kommandeur der 8. Pionierabteilung. Am 9. Mai 1818 erhielt er ein Majorspatent mit dem Datum vom 9. April 1816. Am 10. Januar 1821 kam er dann als Inspekteur in die 3. Pionier-Inspektion. Am 30. März 1832 wurde er zum Oberstleutnant und am 30. März 1834 zum Oberst befördert. Kurz danach – am 30. Mai 1834 – wurde er als Inspekteur in die 1. Pionier-Inspektion versetzt und fungierte gleichzeitig als Mitglied der Militärstudienkommission sowie der Prüfungskommission für Kapitäne des Ingenieurkorps. Anlässlich des Ordensfestes wurde Richthofen am 18. Januar 1835 mit der Schleife zum Roten Adlerorden ausgezeichnet. Am 29. April 1836 wurde sein Inspekteursgehalt auf 2600 Taler erhöht. Unter Verleihung des Charakters als Generalmajor nahm Richthofen am 4. März 1837 seinen Abschied mit der gesetzlichen Pension. Er starb am 20. Dezember 1847 in Berlin und wurde am 23. Dezember 1847 auf dem Garnisonfriedhof beigesetzt.

### Familie
Richthofen heiratete am 27. Mai 1805 in Graudenz Sophie Luise von Krohn (1780–1807), eine Tochter des Mineurhauptmanns von Krohn. Nach dem frühen Tod seiner ersten Frau heiratete er am 27. August 1812 in Karlsruhe in Oberschlesien Emilie von Trebra (1792–1833). Sie war die Tochter seiner Schwester Emilie und deren Ehemann, dem Kriegsrat Emil von Trebra. Das Paar hatte die Tochter Julie (1818–1885) und den Sohn Ludwig (1821–1845), die beide unverheiratet verstarben.